# Camille Bouden
Camille Bouden (7 juli 2001) is een  Belgische zwemster, gespecialiseerd in de vrije slag. 

## Belangrijkste resultaten
| Jaar | Olympische Spelen                         | WK langebaan                              | WK kortebaan                              | EK langebaan                              | EK kortebaan                              |
| ---- | ----------------------------------------- | ----------------------------------------- | ----------------------------------------- | ----------------------------------------- | ----------------------------------------- |
| 2016 | geen deelname                             |                                           | geen deelname                             | 49e 200m vrije slag                       |                                           |
| 2017 |                                           | geen deelname                             |                                           |                                           | geen deelname                             |
| 2018 |                                           |                                           | geen deelname                             | 25e 400m vrije slag 9e 4x200m vrije slag  |                                           |
| 2019 |                                           | geen deelname                             |                                           |                                           | geen deelname                             |
| 2020 | Geen toernooien vanwege de coronapandemie | Geen toernooien vanwege de coronapandemie | Geen toernooien vanwege de coronapandemie | Geen toernooien vanwege de coronapandemie | Geen toernooien vanwege de coronapandemie |
| 2021 | geen deelname                             |                                           | 16-21 december                            | geen deelname                             | geen deelname                             |

## Persoonlijke records
(Bijgewerkt tot en met 7 november 2017)

### Kortebaan
| Afstand         | Tijd    | Datum            | Plaats |
| --------------- | ------- | ---------------- | ------ |
| 200m vrije slag | 2.01,70 | 14 november 2015 | Gent   |

### Langebaan
| Afstand         | Tijd    | Datum            | Plaats    |
| --------------- | ------- | ---------------- | --------- |
| 200m vrije slag | 2.03,09 | 28 februari 2016 | Antwerpen |